# Synchronize or die
Synchronize or die is een studioalbum van 'ramp, de dan eenmansband van Stephen Parsick. Na het livealbum astral disaster gelastte Parsick een rustpauze in. Ondertussen bleef hij wel experimenteren met synthesizers, sequencers en andere elektronica. Op 28 augustus 2017 verscheen na vijf jaar stilte synchronize or die. Parsick koos specifiek voor die datum als zijnde het twintigjarig jubileum van het eerste optreden van 'ramp (toen nog bestaande uit 2 man). Parsick deed bijna alles zelf in zijn eigen geluidsstudio thuis in Borgholzhausen, wel werden enkele aanvullende opnamen elders verricht. Voor de track torque kreeg hij voorts hulp van Axel Jungkunst. Parsick bespeelde zowel analoge als digitale apparatuur, maar deelde uitdrukkelijk mee dat er geen MIDI gebruikt is. Het album verscheen voornamelijk als digitale download, maar voor liefhebbers werden 222 exemplaren op compact disc geperst. Bij Adansonia verscheen in beperkte oplage een dubbel-elpee (250 stuks geheel in zwart-oranje en 100 exemplaren in oranje splatter). Binnen deze industriële elektronische muziek vormen de sequencers de basis. Het geheel werd verpakt in een ontwerp van Parsick en vormgegeven door Bernard Wöstheinrich (studioflokati), zelf ook musicus.

## Musici
- Stephen Parsick – synthesizers, sequencers, elektronica
- Alex Jungkunst – sequencers, synthesizers

## Muziek
| Nr. | Titel              | Duur  |
| --- | ------------------ | ----- |
| 1.  | synchronize or die | 15:03 |
| 2.  | 2600               | 10:37 |
| 3.  | hanging gardens    | 21:30 |
| 4.  | torque             | 11:11 |
| 5.  | godzilla           | 18:01 |